# مركز دراسة الإسلام والديمقراطية
مركز دراسة الإسلام والديمقراطية (بالإنجليزية: Center for the Study of Islam and Democracy أو اختصارا CSID)‏ هو مركز أبحاث ومنظمة غير ربحية تونسية أمريكية تأسست في مارس 1999، يقع مقرها في واشنطن العاصمة وتونس العاصمة. 

رئيس المركز هو رضوان المصمودي.

## روابط خارجية
- الموقع الرسمي للمركز في تونس.
- الموقع الرسمي للمركز في الولايات المتحدة.